# Coupe des vainqueurs de coupe masculine de volley-ball 1990-1991
Navigation
Édition précédente Édition suivante
La coupe d'Europe des vainqueurs de coupe de volley-ball masculin 1990-1991 est la 19e édition de la Coupe des vainqueurs de coupe.

## Tour principal

### Poule A
| # | Équipe                   | Pts | J | G | P | Sp | Sc | Ratio | Pp  | Pc  | Ratio |
| - | ------------------------ | --- | - | - | - | -- | -- | ----- | --- | --- | ----- |
| 1 | Eurostyle Montichiari    | 10  | 6 | 4 | 2 | 14 | 10 | 1.4   | 302 | 284 | 1.063 |
| 2 | Avtomobilist Leningrad   | 10  | 6 | 4 | 2 | 15 | 11 | 1.364 | 320 | 319 | 1.003 |
| 3 | TSV Milbertshofen Munich | 9   | 6 | 3 | 3 | 11 | 12 | 0.917 | 274 | 283 | 0.968 |
| 4 | CV Palma                 | 7   | 6 | 1 | 5 | 8  | 15 | 0.533 | 289 | 299 | 0.967 |

| Date     | Match                                             | Résultat | Sets  | Sets  | Sets  | Sets  | Sets  | Total Points |
| Date     | Match                                             | Résultat | 1     | 2     | 3     | 4     | 5     | Total Points |
| -------- | ------------------------------------------------- | -------- | ----- | ----- | ----- | ----- | ----- | ------------ |
| 09.01.91 | TSV Milbertshofen Munich - Avtomobilist Leningrad | 3 - 2    | 15-8  | 11-15 | 15-10 | 13-15 | 15-9  | 69-57        |
| 09.01.91 | CV Palma - Eurostyle Montichiari                  | 1 - 3    | 15-5  | 13-15 | 13-15 | 10-15 | -     | 51-50        |
| 16.01.91 | Avtomobilist Leningrad - Eurostyle Montichiari    | 3 - 2    | 6-15  | 15-12 | 15-5  | 13-15 | 15-12 | 64-59        |
| 16.01.91 | TSV Milbertshofen Munich - CV Palma               | 3 - 1    | 15-13 | 15-5  | 14-16 | 15-13 | -     | 59-47        |
| 23.01.91 | CV Palma - Avtomobilist Leningrad                 | 2 - 3    | 12-15 | 7-15  | 15-12 | 15-7  | 13-15 | 62-64        |
| 23.01.91 | Eurostyle Montichiari - TSV Milbertshofen Munich  | 0 - 3    | 15-17 | 9-15  | 2-15  | -     | -     | 26-47        |
| 06.02.91 | Avtomobilist Leningrad - CV Palma                 | 3 - 0    | 15-12 | 15-12 | 15-11 | -     | -     | 45-35        |
| 06.02.91 | TSV Milbertshofen Munich - Eurostyle Montichiari  | 1 - 3    | 15-9  | 5-15  | 11-15 | 6-15  | -     | 37-54        |
| 13.02.91 | Avtomobilist Leningrad - TSV Milbertshofen Munich | 3 - 1    | 15-6  | 15-11 | 7-15  | 15-5  | -     | 52-37        |
| 13.02.91 | Eurostyle Montichiari - CV Palma                  | 3 - 1    | 11-15 | 15-10 | 15-13 | 15-9  | -     | 56-47        |
| 20.02.91 | Eurostyle Montichiari - Avtomobilist Leningrad    | 3 - 1    | 12-15 | 15-6  | 15-7  | 15-10 | -     | 57-38        |
| 20.02.91 | CV Palma - TSV Milbertshofen Munich               | 3 - 0    | 17-16 | 15-5  | 15-4  | -     | -     | 47-25        |

#### Poule B
| # | Équipe                | Pts | J | G | P | Sp | Sc | Ratio | Pp  | Pc  | Ratio |
| - | --------------------- | --- | - | - | - | -- | -- | ----- | --- | --- | ----- |
| 1 | Knack Roeselare       | 11  | 6 | 5 | 1 | 17 | 6  | 2.833 | 304 | 229 | 1.328 |
| 2 | AS Frejus VB          | 10  | 6 | 4 | 2 | 14 | 7  | 2     | 277 | 229 | 1.21  |
| 3 | Panathinaikos Athènes | 9   | 6 | 3 | 3 | 9  | 12 | 0.75  | 228 | 268 | 0.851 |
| 4 | Benfica Lisbonne      | 6   | 6 | 0 | 6 | 3  | 18 | 0.167 | 216 | 299 | 0.722 |

| Date     | Match                                    | Résultat | Sets  | Sets  | Sets  | Sets  | Sets  | Total Points |
| Date     | Match                                    | Résultat | 1     | 2     | 3     | 4     | 5     | Total Points |
| -------- | ---------------------------------------- | -------- | ----- | ----- | ----- | ----- | ----- | ------------ |
| 09.01.91 | Benfica Lisbonne - Knack Roeselare       | 1 - 3    | 9-15  | 15-3  | 11-15 | 12-15 | -     | 47-48        |
| 09.01.91 | Panathinaikos Athènes - AS Frejus VB     | 0 - 3    | 10-15 | 4-15  | 15-17 | -     | -     | 29-47        |
| 16.01.91 | Knack Roeselare - AS Frejus VB           | 3 - 0    | 15-6  | 15-8  | 15-3  | -     | -     | 45-17        |
| 16.01.91 | Benfica Lisbonne - Panathinaikos Athènes | 1 - 3    | 8-15  | 16-14 | 10-15 | 13-15 | -     | 47-59        |
| 23.01.91 | Panathinaikos Athènes - Knack Roeselare  | 3 - 2    | 5-15  | 15-10 | 13-15 | 15-9  | 15-9  | 63-58        |
| 23.01.91 | AS Frejus VB - Benfica Lisbonne          | 3 - 0    | 15-9  | 15-8  | 15-10 | -     | -     | 45-27        |
| 06.02.91 | AS Frejus VB - Knack Roeselare           | 2 - 3    | 10-15 | 12-15 | 15-9  | 15-8  | 14-16 | 66-63        |
| 06.02.91 | Panathinaikos Athènes - Benfica Lisbonne | 3 - 0    | 15-9  | 15-5  | 15-12 | -     | -     | 45-26        |
| 13.02.91 | Knack Roeselare - Panathinaikos Athènes  | 3 - 0    | 15-5  | 15-5  | 15-6  | -     | -     | 45-16        |
| 13.02.91 | Benfica Lisbonne - AS Frejus VB          | 1 - 3    | 15-11 | 8-15  | 12-15 | 14-16 | -     | 49-57        |
| 20.02.91 | Knack Roeselare - Benfica Lisbonne       | 3 - 0    | 15-6  | 15-7  | 15-7  | -     | -     | 45-20        |
| 20.02.91 | AS Frejus VB - Panathinaikos Athènes     | 3 - 0    | 15-5  | 15-4  | 15-7  | -     | -     | 45-16        |

### Finale à quatre
|  | Demi-finales                               | Demi-finales                |                        |   | Finale                             | Finale                             |
|  | Demi-finales                               | Demi-finales                |                        |   | Finale                             | Finale                             |
|  |                                            |                             |                        |   |                                    |                                    |
|  | 02.03.90, 16-14, 15-5, 15-6                | 02.03.90, 16-14, 15-5, 15-6 |                        |   | 03.03.90, 6-15, 16-14, 10-15, 2-15 | 03.03.90, 6-15, 16-14, 10-15, 2-15 |
|  | 02.03.90, 16-14, 15-5, 15-6                | 02.03.90, 16-14, 15-5, 15-6 |                        |   | 03.03.90, 6-15, 16-14, 10-15, 2-15 | 03.03.90, 6-15, 16-14, 10-15, 2-15 |
|  | Avtomobilist Leningrad                     | 3                           |                        |   | 03.03.90, 6-15, 16-14, 10-15, 2-15 | 03.03.90, 6-15, 16-14, 10-15, 2-15 |
|  | Avtomobilist Leningrad                     | 3                           |                        |   | 03.03.90, 6-15, 16-14, 10-15, 2-15 | 03.03.90, 6-15, 16-14, 10-15, 2-15 |
|  | Knack Roeselare                            | 0                           |                        |   | 03.03.90, 6-15, 16-14, 10-15, 2-15 | 03.03.90, 6-15, 16-14, 10-15, 2-15 |
|  | Knack Roeselare                            | 0                           | Avtomobilist Leningrad | 1 |                                    |                                    |
|  | 02.03.90, 11-15, 16-14, 15-12, 5-15, 15-11 |                             | Avtomobilist Leningrad | 1 |                                    |                                    |
|  |                                            | Eurostyle Montichiari       | 3                      |   |                                    |                                    |
|  | Eurostyle Montichiari                      | Eurostyle Montichiari       | 3                      | 3 |                                    |                                    |
|  | Eurostyle Montichiari                      |                             |                        | 3 |                                    |                                    |
|  | AS Frejus VB                               | 2                           |                        |   |                                    |                                    |
|  | AS Frejus VB                               | 2                           | Match pour la 3e place |   |                                    |                                    |
|  |                                            |                             |                        |   |                                    |                                    |
|  | 03.03.90, 17-16, 10-15, 13-15, 14-16       |                             |                        |   |                                    |                                    |
|  |                                            |                             |                        |   |                                    |                                    |
|  | Knack Roeselare                            | 1                           |                        |   |                                    |                                    |
|  | Knack Roeselare                            | 1                           |                        |   |                                    |                                    |
|  | AS Frejus VB                               | 3                           |                        |   |                                    |                                    |
|  | AS Frejus VB                               | 3                           |                        |   |                                    |                                    |